# Проектиране на любовта ти
Проектиране на любовта ти (на испански: Diseñando tu amor) е мексиканска теленовела, продуцирана от Педро Ортис де Пинедо за Телевиса през 2021 г. Адаптация е на португалската теленовела Meu amor, създадена от Антонио Барейра.
В главните роли са Гала Монтес, Хуан Диего Коварубиас, Ана Белена и Освалдо де Леон, а в отрицателните – Але Мюлер, Адриан Ди Монте, Крис Паскал, Марта Хулия и Франсес Ондивиела.

## Сюжет
Валентина е млада жена, която мечтае да успее в света на модата. Тя работи във фабрика за пастьоризация на мляко, принадлежаща на семейството на Рикардо. Валентина вярва, че той ще ѝ помогне да сбъдне мечтата си, но Рикардо само иска да се възползва от нея, за да открадне пари от баща му и неговата компания. Планът на Валентина и Рикардо се разкрива. Армандо, бащата на Рикардо, е успешен бизнесмен, който не прощава предателството на сина си и заплашва да го изпрати в затвора, както и неговата съучастничка. Рикардо и Армандо отпътуват. За съжаление пътуването се превръща в трагедия, която завършва със самолетна катастрофа, променяйки живота на всички. Така Валентина и нейната сестра Нора пристигнат в нов град, където се запознават с Клаудио, знатен мъж, който работи като адвокат, помагайки на членовете на своята общност с правните проблеми, пред които се изправят. Веднага пламъкът на любовта между Валентина и Клаудио се разпалва, но Нора се опитва да се намеси, за да го спечели. В същото време Рикардо се появява отново, за да си върне Валентина и парите.

## Актьори
- Гала Монтес – Валентина
- Хуан Диего Коварубиас – Клаудио Родригес
- Серхио Гойри – Гилермо
- Ана Белена – Елена
- Освалдо де Леон – Ектор
- Мария Сорте – Консуело
- Норма Ерера – Аделайда
- Але Мюлер – Нора
- Омар Херменос – Алфонсо
- Франсес Ондивиела – Йоланда Платас
- Крис Паскал – Рикардо Манрике де Кастро
- Армандо Араиса – Енрике
- Адриан Ди Монте – Леонардо Касанова
- Адалберто Пара – Хуан
- Марилус Бермудес – Роса Мария
- Марко Муньос – Армандо
- Хосе Елиас Морено – Орасио
- Даниела Алварес – Махо
- Ана Лорена Елордуй – Камила
- Алехандра Хурадо – Майка игуменка
- Арчи Лафранко – Ернесто
- Талия Ривера – Луна
- Раул Орванянос – Уриел
- Исабела Васкес – Мина
- Марта Хулия – Патрисия
- Наталия Мадера – Беба
- Бибелот Мансур

## Премиера
Премиерата на Проектиране на любовта ти е на 26 април 2021 г. едновременно в Мексико по Las Estrellas и в САЩ по Унивисион. Последният 120. епизод е излъчен на 8 октомври 2021 г.

## Продукция
Теленовелата е представена на 15 октомври 2020 г. по време на представянето на телевизионния сезон 2020 – 21 на Телевиса с работното заглавие Проектиране на любовта ти. Записите на продукцията започват на 28 януари 2021 г., южно от град Мексико, с литургия, отслужена от отец Хосе де Хесус Агилар. На 2 март 2021 г. Телевиса и продуцентът Педро Ортис де Пинедо обявяват анкета, в която публиката може да избере официалното заглавие на теленовелата; сред предложенията са: Проектиране на любовта ти, Завинаги с теб, Бродиране на любовта ти и Любов по мярка. На 5 март 2020 г. чрез прессъобщение е обявено, че работното заглавие Проектиране на любовта ти е избрано за официално заглавие на продукцията.

## Прием
В Мексико
| Година | Излъчване                      | Брой епизоди | Премиера      | Премиера         | Финал           | Финал            |
| Година | Излъчване                      | Брой епизоди | Дата          | Зрители (в млн.) | Дата            | Зрители (в млн.) |
| ------ | ------------------------------ | ------------ | ------------- | ---------------- | --------------- | ---------------- |
| 2021   | понеделник-петък 16:30 – 17:30 | 120          | 26 април 2021 | 2.3              | 8 октомври 2021 | 2.7              |

В САЩ
| Година | Излъчване                      | Брой епизоди | Премиера      | Премиера         | Финал | Финал            |
| Година | Излъчване                      | Брой епизоди | Дата          | Зрители (в млн.) | Дата  | Зрители (в млн.) |
| ------ | ------------------------------ | ------------ | ------------- | ---------------- | ----- | ---------------- |
| 2021   | понеделник-петък 20:00 – 21:00 | —            | 26 април 2021 | 1.58             | -     | -                |

## Адаптации
- Meu amor, португалска теленовела, създадена от Антонио Барейра и режисирана от Уго де Соуса за португалския канал TVI, спечелила награда за най-добра теленовела в Международните награди Еми през 2010 г.[9]